# Stanley (véhicule)
Pour les articles homonymes, voir Stanley.

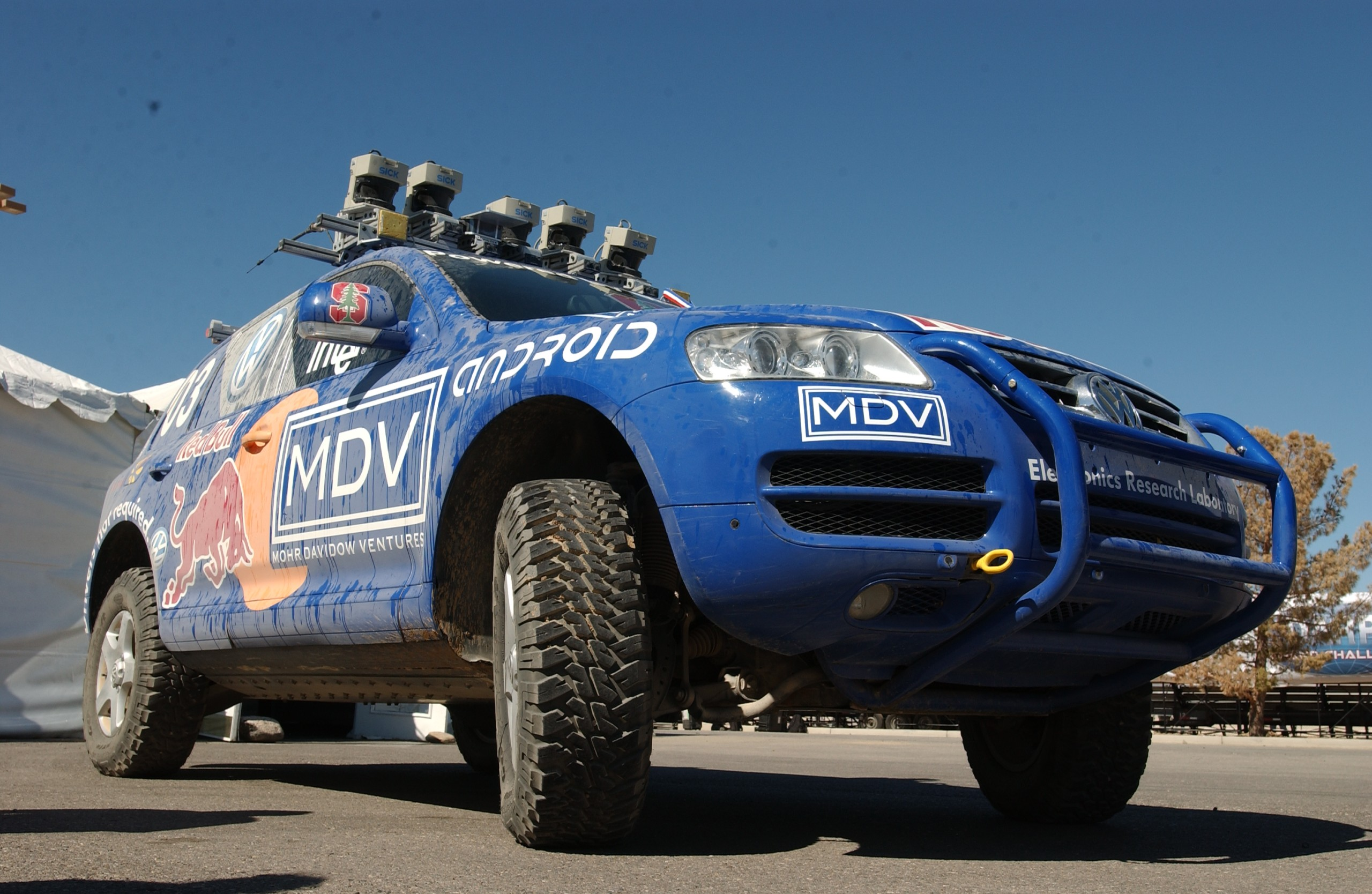
Stanley après l'arrivée

Stanley est un véhicule automobile autonome créé par l'équipe Stanford Racing de l'Université Stanford en collaboration avec le laboratoire de recherche en électronique de Volkswagen (VWERL). Il a participé au DARPA Grand Challenge de 2005 et l'a remporté en gagnant le prix de 2 millions de dollars.

## L'équipe Stanford Racing
L'équipe Stanford Racing, dirigée par Sebastian Thrun, un professeur associé, devenu plus tard directeur du Stanford Artificial Intelligence Lab, a été montée dans le but de participer au DARPA Grand Challenge 2005. Stanford n'avait pas participé à l'édition 2004 et ses chances de gagner en 2005 étaient considérées comme maigres, de 1 contre 20. Le véhicule Stanley se trouve actuellement au Smithsonian National Air and Space Museum, après avoir été au New York international Auto Show de 2006, et resté exposé 2 ans au Autostadt Volkswagen Museum en Allemagne. Pour l'édition 2007 du DARPA Urban Challenge, en condition urbaine cette fois-ci, l'équipe Stanford Racing s'est basée sur une nouvelle voiture, une Volkswagen Passat modifiée, surnommée "Junior". L'équipe contient d'autres contributeurs clés comme Michael Montemerlo (responsable du logiciel), Sven Strohband (responsable de l'ingénierie), Cédric Dupont (responsable du véhicule), et Pamela Mahoney (responsable de la communication).

## Description
Le véhicule ayant servi de base à Stanley est un 4x4 Touareg diesel équipé par un laboratoire de Volkswagen, l'ERL, et fourni pour la compétition. L'équipe avait choisi ce véhicule pour son système de commande embarqué "drive by wire" entièrement numérique (et développé par l'ERL) qui permettait de piloter le véhicule depuis un ordinateur de bord sans avoir à gérer les actionneurs et les servomoteurs (mais in fine le volant reste piloté par un moteur électrique et les vitesses passées au moyen d'un piston hydraulique).
Pour naviguer, Stanley utilisait cinq LIDAR Sick AG, montés sur son toit, qui construisaient une carte 3-D de l'environnement, et qui complétaient la position GPS. Un système de guidage interne utilisant des gyroscopes et des accéléromètres suivait l'orientation du véhicule et servait également à corriger le GPS et d'autres données. Une caméra vidéo destinée à observer les conditions de conduite sur 80 mètres (au-delà de la portée du LIDAR) complétait aussi les données d'orientation des autres capteurs et assurait qu'il y avait assez de place pour l'accélération. Stanley avait également un capteur dans l'un de ses garde-boue qui enregistrait la forme du pneu et pouvait servir de compteur kilométrique en cas de perte du signal (comme quand on traverse un tunnel). En utilisant les données de ce capteur l'ordinateur de bord pouvait alors extrapoler la distance parcourue depuis la perte du signal.
Pour traiter les données des capteurs et exécuter les commandes, Stanley était équipé de six ordinateurs, placés dans son coffre, dotés d'Intel Pentium M cadencés à 1,6 GHz et tournant sur différentes versions de Linux.

## Programmation
L'école d'ingénieur de Stanford a dû écrire 100 000 lignes de code pour que Stanley interprète les données des capteurs et exécute les commandes de navigation. En utilisant ce que Popular Mechanics appelle une "hiérarchie du robot commune", Stanley utilise les modules bas niveau qui reçoivent les données brutes des LIDAR, de la caméra, du GPS et de la centrale inertielle dans les programmes [de contrôle] de la vitesse du véhicule, la direction et la prise de décision".
Stanley s'est distingué par une approche basée apprentissage automatique pour la détection d'obstacles. Les données des LIDARs étaient fusionnées avec les images du système de vision pour réaliser une prédiction plus lointaine. Si une bande roulante ne pouvait pas être détectée sur au moins 40 mètres devant le véhicule, la vitesse était réduite et les LIDARs utilisés pour localiser un passage sûr.
Pour corriger les erreurs faites par Stanley le plus tôt possible dans le développement, l'équipe de Stanford Racing a créé un registre de "réactions et décisions humaines" et a envoyé ces données à un algorithme d'apprentissage lié aux commandes du véhicule. Ceci a permis de réduire considérablement les erreurs de Stanley. L'historique des conduites humaine a également rendu Stanley plus précis dans la détection des ombres, un problème qui avait causé beaucoup de pannes dans l'édition 2004 du DARPA Grand Challenge.